# Exitianus plebeius
Exitianus plebeius är en insektsart som beskrevs av George Willis Kirkaldy 1906. Exitianus plebeius ingår i släktet Exitianus och familjen dvärgstritar. Inga underarter finns listade i Catalogue of Life.